# Vlag van Lingewaard

Vlag van de gemeente Lingewaard

De vlag van Lingewaard is sinds 1 januari 2003 de gemeentelijke vlag van de Gelderse gemeente Lingewaard. De herkomst van de vlag is niet bekend.
De logovlag bestaat uit een witte achtergrond met daarop het gemeentelogo, bestaande uit een vlinder die vleksgewijs is afgebeeld in de kleuren blauw, paars en geel.

## Verwante afbeeldingen

Wapen van Lingewaard

Aalten ·
Apeldoorn ·
Arnhem ·
Barneveld ·
Berg en Dal ·
Berkelland ·
Beuningen ·
Bronckhorst ·
Brummen ·
Buren ·
Culemborg ·
Doesburg ·
Doetinchem ·
Druten ·
Duiven ·
Ede ·
Elburg ·
Epe ·
Ermelo ·
Harderwijk ·
Hattem ·
Heerde ·
Heumen ·
Lingewaard ·
Lochem ·
Maasdriel ·
Montferland ·
Neder-Betuwe ·
Nijkerk ·
Nijmegen ·
Nunspeet ·
Oldebroek ·
Oost Gelre ·
Oude IJsselstreek ·
Overbetuwe ·
Putten ·
Renkum ·
Rheden ·
Rozendaal ·
Scherpenzeel ·
Tiel ·
Voorst ·
Wageningen ·
West Betuwe ·
West Maas en Waal ·
Westervoort ·
Wijchen ·
Winterswijk ·
Zaltbommel ·
Zevenaar ·
Zutphen